# Космически войски на Руската федерация
Космически войски на Руската федерация са род войски на Руската федерация, въоръжени с космически апарати.
Основна задача на космическите войски е противоракетната отбрана, нанасяне на ответен (или превантивен) ракетен удар по територията на противника, постоянно космическо разузнаване на територията на потенциален противник с помощта на спътници, събиране на информация от космоса и оказване на информационна поддръжка на другите родове войски.

## История
Въпреки че са отделени в отделен род войски в началото на 90-те, произходът на космическите войски датира още от средата на 50-те години със създаването на военни части свързани с подготовката на изстрелването на първия изкуствен спътник на Земята. Първите космонавти, включително и Юрий Гагарин са били военни летци.
През август 1992 г. се създават първите Военно-космически сили (ВКС) към министерството на отбраната на Руската федерация с командващ генерал-полковник Владимир Иванов.
През 1997 г. ВКС влизат в състава на РВСН (Ракетни войски със стратегическо предназначение) с цел повишаване на ефективността на военно-космическата дейност.
През 2001 г., поради нарастване на ролята на космическите средства в системата на националната безопасност, политическото ръководство на Русия взима решение за създаване на нов отделен род войски - Космически войски с командващ генерал-полковник Анатолий Николаевич Перминов. От 10 март 2004 с указ на президента на Руската Федерация за командващ Космическите войски е назначен генерал-лейтенант Владимир Александрович Поповкин.